# Berlin Jesája ben Júda
Berlin Jesája ben Júda (apósa neve után Pick Júdának is nevezték) (Kismarton, 1725 októbere – Wrocław, 1799. május 13.) talmud tudós, breslaui főrabbi.

## Életrajza
Híres rabbicsaládból származott s rokonságban állt Heller Jomtóv Lipman és Schiff Méir rabbikkal. Atyját szaktekintélynek ismerték el a talmudtudományban s Berlin tőle nyerte kiképzését, melyet Halberstadtban folytatott. 1750-ben Breslauban telepedett le s egy tekintélyes kereskedő leányát vette nőül.
1787-ben a rabbinátus tagja, majd 1793-ban főrabbi lett. A díszes állás és jómód dacára Berlin aszkétaéletmódot folytatott, s tanítványa, Ginsberg Wolf leírása szerint csupán szombat és ünnepnap éjjel feküdt le, többi idejét kizárólag tanulással és tanítással töltötte. Emlékét főleg a talmudi jogról írott nagy művei örökítették meg. Ezek: Omer ha-Sikchó (első nyomtatott kiadás: 1860); Hagóhósz ha-Sász (Dyhernfurth, 1800 s később valamennyi tudományos talmud kiadáshoz felvéve), talmud-szövegkritikai tanulmányok; Hafloóh Sebá Aróchin (I-II., Breslau-Bécs, 1830-1859); Chiddúsé ha-Sász (Königsberg, 1860); Risón le-Ción (Dyhernfurth és Bécs, 1793). Berlin ezen műveiben a talmudi szövegkritika tulajdonképpeni megalapítója Wilna Elija rabbi mellett s csupán ez utóbbi múlta őt felül úgy éles ész, mint kritikai szellem terén. Azonkívül Berlin volt az első német rabbi, aki tudományosan kezdett foglalkozni a Talmud utáni kor irodalmával. A rengeteg anyag, melyet műveiben felhalmozott, a későbbi korok kutatásait nagy mértékben megkönnyítette.